# Roy Paci
Rosario Paci, detto Roy (Augusta, 16 settembre 1969), è un trombettista, cantante, compositore e produttore discografico italiano.

## Biografia
Nato ad Augusta, in provincia di Siracusa, nel 1969, Roy Paci comincia a suonare il pianoforte fin da piccolo e approda alla tromba all'età di 10 anni, quando si unisce alla banda del suo paese. A 13 anni comincia a suonare con alcuni gruppi di jazz tradizionale siciliano, iniziando a esibirsi in alcuni locali d'Italia. Nel 1990 si trasferisce in Sud America dove suona con la Big Band degli Stato Argentina, con gruppi di cumbia dell'Uruguay e música popular brasileira, esibendosi al fianco di Selma Reis. A Montevideo, la capitale dell'Uruguay, forma il "T-Rio Blanco" con Jorge Accaraz e Angel Varela. Successivamente, fa tappa in Senegal, dove suona con il gruppo di Papa Matelot Sabow, facendo musica makossa.
Rientrato in Italia, fa il suo ingresso nella scena pop alternativa suonando per qualche anno con la formazione ska dei Persiana Jones. Nello stesso anno con altri musicisti siciliani fonda i Qbeta e incontra uno dei gruppi italiani più importanti dell'epoca, i Mau Mau. In quel periodo conosce anche Fabio Barovero, con cui fonda la Banda Ionica, gruppo che raccoglie le marce funebri più popolari del Sud Italia. Il loro secondo album, Matri Mia, uscito nel 2001 e realizzato in collaborazione di artisti quali Vinicio Capossela, Arthur H e Mauro Ermanno Giovanardi dei La Crus, entra nella top ten dei migliori dischi di world music europea. Nel 1998, con i membri della band romana Gronge, Paci costituisce il suo primo gruppo jazzcore, gli Zu. Il quartetto pubblica due dischi e va in tour in tutta l'Europa. Sempre nello stesso anno Paci fonda la Roy Paci & Aretuska, progetto in cui il trombettista si circonda di giovani talenti siciliani.
Nel 2001 esce il primo album della band, Baciamo le mani, che è caratterizzato da sonorità ska, rocksteady, soul, funk e melodie mediterranee, e vede la collaborazione di artisti come "Bunna" degli Africa Unite, Meg dei 99 Posse e "Dani", detto "El Mono Loco" (cioè "La Scimmia Pazza" in spagnolo), del gruppo Macaco. Sempre nello stesso anno Paci incontra Manu Chao, con il quale registra l'album Próxima estación: Esperanza e che accompagnerà in numerose date del tour mondiale di Radio Bemba. Successivamente collabora di nuovo con i "Macaco", guidati sempre da Dani, con i quali Paci incide Rumbo Submarino.
Nel 2003 viene pubblicato Tuttapposto, che spazia fra ritmi rocksteady, calypso, swing e melodie caraibiche, canzoni nuove e riarrangiamenti di classici della tradizione siciliana. L'album vede la partecipazione di Tony Scott, Cristina Zavalloni, Grazia Negro, Chicco Montefiori. Nello stesso anno Paci riceve il Premio Carosone. Nel 2004 fonda il gruppo CorLeone, con lo scopo di riscoprire l'entroterra siciliano attraverso la musica jazz: il risultato è Wei-Wu-Wei, primo lavoro al quale partecipa anche Mike Patton. L'anno successivo esce Parola d'onore, registrato con la band "Aretuska", che mostra le influenze musicali dell'artista; l'album vede la partecipazione di Diego Cugia e Seeed.
Nel 2006 prendono vita i progetti "TEZ (Il Terrone, l'Ebreo e Lo Zingaro)" e Ananga Ranga. Il primo progetto, formato da Paci, Frank London e Boban Markovic con la sua Orkestar, unisce sonorità tipiche della tradizione siciliana con elementi musicali dalle influenze kletzmer (la musica degli ebrei Yiddish) e balcaniche. Il secondo, invece, mette in musica improvvisata e sperimentata e animazioni visive un classico della letteratura erotica matrimoniale indiana.

Roy Paci

Nel frattempo Roy Paci & Aretuska continuano a esibirsi in Italia, Spagna (Sevilla Festival), Ungheria (Sziget Festival) e Belgio (Fiesta Mundial). Nel giugno 2007, dopo tre album, la band finisce SuoNoGlobal, un disco in cui Paci raccoglie le sue esperienze negli anni come trombettista, collaboratore e arrangiatore. In questo album sono presenti alcune tracce di rilievo come Toda joia toda beleza, duetto con Manu Chao; È meglio la vecchiaia, con Erriquez della Bandabardò; Giramundo, con "Pau" dei Negrita; Tango Mambo Jambo, con i Cor Veleno; Siente ammè, con Raiz e Mezzogiorno di fuoco, che vede la partecipazione di Caparezza e dei Sud Sound System. L'obiettivo dell'album è quello di confondere e mischiare suoni, idiomi, differenti mondi e musicalità: il suono, infatti, non ha nazione né religione, ed il titolo è un gioco di parole su "NO Global". Il successo del singolo Toda joia toda beleza permette al gruppo di acquisire notorietà, partecipando successivamente come ospite al Festivalbar di quello stesso anno, all'Arena di Verona.
Nel novembre 2008 esce BESTiario siciliano, per celebrare il decimo anniversario del progetto Roy Paci & Aretuska, che consiste in una raccolta di tutti i più grandi successi della band più tre brani inediti: Defendemos la Alegrìa, sigla finale della trasmissione televisiva Zelig nell'edizione 2008; Cambierò, scritto dalla coppia Paci-Pacifico; e Slum Shock, realizzato ispirandosi all'esperienza live di Mumbai, in India, del dicembre dell'anno precedente.
Parallelamente, Paci continua a dedicarsi a progetti come Mondo Cane Orchestra, gruppo che omaggia alla canzone italiana degli anni cinquanta e sessanta e che ripropone i grandi successi di quel tempo riarrangiati per voce, complesso, piccolo coro e orchestra, e che vede la collaborazione di Mike Patton. Ricopre inoltre il ruolo di direttore artistico per eventi come il M.E.I. di Faenza e la rassegna M.A.O. (Magnolia Avant-garde Organization) che ospita al "Circolo Magnolia" di Milano le migliori proposte della scena alternativa sperimentale italiana.

Roy Paci con la sua tromba e alle spalle una spiaggia

Nel corso della sua carriera, lunga più di 25 anni, Paci ha collaborato con artisti italiani come Vinicio Capossela, Mau Mau, Negrita, Piero Pelù, Samuele Bersani, Luca Barbarossa, Teresa De Sio, Bluebeaters, Linea 77, Giorgio Conte, Nicola Arigliano, Cesare Basile, 99 Posse, Subsonica, Marlene Kuntz, Frankie hi-nrg mc, Carlo Actis Dato e Daniele Silvestri, e stranieri quali Gogol Bordello, Macaco, Manu Chao, Mike Patton, Eric Mingus, Sean Bergin, Ned Rothenberg, Amy Denio, Walter Weibous, Flying Luttembachers, Han Bennink, John Edwards, New York Ska Jazz Ensemble, Zap Mama, Trilok Gurtu e Tony Levin.
A maggio del 2010 esce Latinista (Etnagigante Ingegni/Universal), anticipato dal singolo Bonjour Bahia. L'album è un nuovo capitolo del progetto Roy Paci & Aretuska che, dopo 10 anni di attività live, conferma la maturità artistica del frontman cantante e trombettista, ampliando il suo immaginario musicale e creativo. L'album è stato preprodotto in Brasile, a "Morro de São Paulo", e registrato a Lecce, negli studi di Paci. I brani dell'album sono stati scritti dallo stesso Roy Paci, con la collaborazione di alcuni artisti tra i quali Jovanotti (Bonjour Bahia) e Caparezza (NoStress). Pure Eugene Hütz dei "Gogol Bordello" è artista ospite nel brano Il segreto. Con la pubblicazione dell'album inizia il Latinista Mundo Tour 2010, che si conclude con una trasferta statunitense nei locali storici di New York City e Los Angeles.
Nel 2011 nasce l'"Orchestra del Fuoco", che si esibisce per la prima volta il 16 gennaio 2012 a Novoli, paese in provincia di Lecce, in occasione della festa del santo patrono, sant'Antonio Abate, che prevede l’accensione della Focara: lì vi è, infatti, il falò più alto del Mediterraneo. L’orchestra è composta da un ensemble di trenta musicisti italiani e internazionali: il progetto vede inoltre la partecipazione di Daniele Silvestri, Moni Ovadia e Shantel. Il 4 febbraio 2013 esce Blaccahénze, il nuovo album del progetto "CorLeone". L'album è caratterizzato dall'uso di tecniche d’improvvisazione non necessariamente jazzistiche. Il titolo è prelevato da una parola dialettale di un paesino abruzzese – Montorio al Vomano, in provincia di Teramo – che significa "casino", "bordello".
Il progetto Roy Paci & Aretuska continua perciò a calcare i palchi italiani ed europei, alternando l’attività live all’uscita di due nuovi singoli: Fino alla fine del mondo (Etnagigante – 2012), con la partecipazione di Clementino: il brano è un conto alla rovescia fino al 21 dicembre, la data che secondo il calendario dei Maya segnerebbe la fine del mondo, di cui Paci ironizza la cupa previsione; e Italians Do It Better (Etnagigante – 2014), che vede come ospiti Saturnino e Dr. Ring Ding: esso è una riflessione sul periodo di crisi che il Paese sta attraversando e sugli aspetti positivi dell'Italia che, nonostante tutto, non andrebbero mai dimenticati. La band continua a portare sul palco, oltre ai brani più recenti, il repertorio storico rivisitato: il sound viene poi rinnovato e impreziosito grazie all’introduzione della musica elettronica.
Il 17 gennaio 2017 esce Fight For Freedom – Tribute to Muhammad Ali (Etnagigante): l'album, dedicato al famoso pugile e che vede la collaborazione di Remo Anzovino, è formato da dodici brani ed è stato composto per la colonna sonora del documentario Da Clay ad Ali, la metamorfosi di Emanuela Audisio. Nel settembre dello stesso anno esce Valelapena (Etnagigante/Artist First), anticipato in radio dai singoli Tira e Revolution. Generato nei "Posada Negro Studios" di Lecce, esso è un album rinnovato nei suoni e che vede un Roy Paci più maturo. Valelapena è inoltre un album nato dalla collaborazione con molti dei musicisti Aretuska, tra i quali John Lui e Moreno “Emenél” Turi, e che vede anche la partecipazione di Daniele Silvestri, Ivan Nicolas e Davide Rossi.
Nel 2018 partecipa al Festival di Sanremo di quell'anno con il brano Adesso, interpretato in coppia con Diodato. Nello stesso anno collabora con i Colle der Fomento, per l'uscita del loro album, incidendo quindi insieme a loro il singolo intitolato Polvere. Successivamente Paci pubblica il singolo Salvagente, in duetto con Willie Peyote.
Nel 2021 è artista ospite di Folcast nel singolo Senti Che Musica, prodotto da Tommaso Colliva. Nello stesso anno collabora con il cantautore Giulio Wilson per il brano Finale all'italiana.
Il 15 giugno 2022 esce il singolo Happy Times, un brano che mescola spagnolo, italiano e inglese e anticipa l'album in uscita nel 2023.
Nel 2023 partecipa a Una voce per San Marino con il brano Tromba.

### Teatro
Roy Paci ha lavorato anche per la scena teatrale alternativa italiana, mettendo in piedi lo spettacolo Poesia e Andalusia. Scambi pressoché telepatici, scritto da Ivano Fossati e successivamente uscito come audiolibro, è invece un progetto che fonde teatro e musica sperimentale.

### Televisione
Oltre ad aver partecipato a numerosi show televisivi, Roy Paci è stato ospite fisso del programma di LA7 Markette di Piero Chiambretti, ma è soprattutto grazie alla sua presenza fissa insieme ai suoi Aretuska su Canale 5 a Zelig che è diventato familiare al pubblico. Anche la sigla del programma è stata affidata a due singoli di Paci: Viva La Vida nel 2006 e Toda joia toda beleza nel 2007. Nel 2008 Defendemos la Alegria, oltre che il motto di Zelig, diventa anche la sigla del programma, ad opera sua e della sua band.
Dal 29 settembre 2011 partecipa come giudice al talent show di Rai 2 Star Academy.
Nella Quarta serata del Festival di Sanremo 2019 partecipa con i Negrita e Enrico Ruggeri nella loro canzone, nella puntata che è dedicata ai duetti.

### Cinema
I brani dell'artista sono stati usati spesso come colonne sonore per il cinema. Una delle più popolari è probabilmente la cover di Bésame mucho incisa per il film Il paradiso all'improvviso di Leonardo Pieraccioni. Due brani del disco Passione della Banda Ionica entrano a far parte delle musiche del film La ragazza sul ponte di Patrice Leconte, mentre Toda joia toda beleza viene scelta come colonna sonora del film di Natale di Christian De Sica Natale in crociera. Nel 2005, grazie alle musiche composte per il film La febbre di Alessandro D'Alatri, Roy Paci vince il prestigioso Nastro d'argento e riceve una nomination come "miglior musicista" per il David di Donatello. Nello stesso anno Roy interpreta un cameo nel film La vera leggenda di Tony Vilar di Beppe Gagliardi, presentato alla Festa del Cinema di Roma. Nel 2008 Se chiudi gli occhi, opera prima della regista siracusana Lisa Romano di cui Paci cura la colonna sonora, vince il "Grand Prix Cinèma Italian" al Festival di Annecy.
Oltre che come autore di colonne sonore, Paci ha prestato il proprio volto al cinema partecipando come protagonista al cortometraggio del giovane regista nisseno Luca Vullo, in uscita nell'autunno 2010.

### Altre attività
Nell'aprile del 2024 Paci ha avuto la nomina a direttore artistico della rassegna Sentieri Mediterranei, organizzata annualmente a Summonte.

## Discografia

### Album in studio

#### Con gli Aretuska
- 2002 - Baciamo le mani
- 2003 - Tuttapposto
- 2005 - Parola d'onore
- 2007 - SuoNoGlobal
- 2008 - BESTiario siciliano - greatest hits
- 2010 - Latinista
- 2017 - Valelapena

#### Con CorLeone
- 2005 - Wei Wu Wei
- 2013 - Blaccahénze

### Singoli

#### Con gli Aretuska
- 2001 - Grande la media noche
- 2002 - Cantu siciliano
- 2002 - The Duse
- 2003 - Besame mucho
- 2003 - Yettaboom
- 2005 - Superreggae stereomambo
- 2005 - What You See Is What You Get
- 2006 - Viva la vida
- 2007 - Toda joia toda beleza (feat. Manu Chao)
- 2007 - Giramundo (feat. Pau)
- 2010 - Bonjour Bahia
- 2014 - Italians Do It Better (feat. Dr. Ring Ding)
- 2017 - Tira
- 2017 - Revolution (feat. Emenél)
- 2018 - Salvagente (feat. Willie Peyote)

#### Come solista
- 2018 - Adesso (con Diodato)
- 2022 - Happy Times

## Videografia

### Video musicali
| Anno | Titolo               | Regista/i                         |
| ---- | -------------------- | --------------------------------- |
| 2018 | Adesso (con Diodato) | Riccardo Petrillo, Giulio Scarano |
| 2022 | Happy Times          | Marco Maria Correnti              |

#### Partecipazioni in videoclip di altri artisti
| Anno | Titolo              | Artista                             | Regista/i                      |
| ---- | ------------------- | ----------------------------------- | ------------------------------ |
| 2004 | Ansai come ce piace | Radici nel Cemento feat. Roy Paci   | Francesco Ciani                |
| 2009 | Stessa onda         | DJ Jad feat. Paolo Brera e Roy Paci | Simone Pellegrini              |
| 2011 | Mexico              | Samuel Ferrari feat. Roy Paci       | Stefano Bertelli               |
| 2019 | Nena                | Mamacita feat. Didy e Roy Paci      | Attilio Cusani                 |
| 2019 | Mary Jane           | Chilafapuliska feat. Roy Paci       | Andrea Sicuso                  |
| 2021 | Senti che musica    | Folcast feat. Roy Paci              | Giacomo Citro, Lorenzo Mancuso |

## Collaborazioni come produttore artistico e arrangiatore
- 'A banna! - Banda di Avola
- Electro cabaret - The Fire
- Non identificato - Subsonica
- Conjura - Conjura
- Proxima estacion esperanza - Manu Chao
- Radio Bemba Sound System (Live) - Manu Chao
- Viva Mamanera - Mau Mau
- Eldorado - Mau Mau
- Marasma General - Mau Mau
- Safari Beach - Mau Mau
- Siberie m'etait contéee... - Manu Chao
- Mondo difficile - Tonino Carotone
- Flight Song #7 - Maisie
- I Am Sad - Maisie
- Malacabeza - Arpioni
- Nessun dubbio - Jaka
- Closet meraviglia - Cesare Basile
- La Radiolina - Manu Chao
- Tacabanda - Piero Pelù
- Soy taranta - Negrita
- Gioia infinita - Negrita
- Muoviti! - Negrita
- Notte mediterranea - Negrita
- Brother Joe - Negrita
- Esplosivo (K.O.B.) - Cor Veleno
- Wharol, dall'album Numb - Linea 77
- Music Therapy - Videomind
- Smile Enterprise - Videomind
- Mondo Cane - Mike Patton & Metropole Orchestra
- Quattroemezzo - Brusco
- Stessa onda - DJ Jad
- Mondo cane - Mike Patton
- El chupitero - Kachupa
- Smackdown - Dj Fastcut, Mattak, Funky Nano, Caparezza
- Askund - Shkodra Elektronike